# Euphyia atramentaria
Euphyia atramentaria är en fjärilsart som beskrevs av Paul Dognin 1910. Euphyia atramentaria ingår i släktet Euphyia och familjen mätare. Inga underarter finns listade i Catalogue of Life.